# Armen Gyulbudaghyants
Armen Ishkhani Gyulbudaghyants (armeniska: Արմեն Իշխանի Գյուլբուդաղյանցը, född 19 december 1966 i Kirovakan (nuvarande Vanadzor) i Armeniska SSR i Sovjetunionen, är en armenisk fotbollstränare och före detta fotbollsspelare. Han var förbundskapten för Armenien mellan 2018 och 2019.
Som spelare medverkade han i en landskamp för Armenien, mot Malta 1994.